# آبي اللحم الغفاري
آبي اللحم الغفاري، من قدماء الصحابة، كان شريفًا شاعًرا، من بني غفار. شهد مع رسول الله ﷺ غزوة حنين وقُتل فيها.

## سيرته
وهو عبد الله بن عبد الملك، وقيل هو خلف بن مالك بن عبد الله بن حارثة بن غفار، وقيل الحويرث بن عبد الله بن خلف بن مالك بن عبد الله بن حارثة بن غفار بن مليل بن ضمرة بن بكر بن عبد مناة بن كنانة بن خزيمة بن مدركة بن إلياس بن مضر بن نزار بن معد بن عدنان، وقيل غير ذلك.
كان يقال له آبي اللحم، لأنه امتنع عن أكل اللحم، وقيل لأنه كان لا يأكل ما ذبح على النصب. روى الحديث عن رسول الله ﷺ، ورى عن مولاه عمير. إذ جاء في (شرح أبي داود للعيني 5/ 14): قيل له آبي اللحم ـ بمد الهمزة ـ اسم فاعل من أبى بمعنى امتنع، لأنه كان لا يأكل اللحم. وقيل: لا يأكل ما ذبح على النصب. وقيل: إن هذا اسم لبطن من بني ليث بن غفار)، ويقول السيوطي في (شرح سنن ابن ماجه، ص: 205):(أبي اللَّحْم هُوَ اسْم فَاعل من أبى يأبى لقب بذلك، لِأَنَّهُ كَانَ لَا يَأْكُل لَحْمًا مُطلقًا أَو لحم مَا ذبح للأصنام)، وفي كتاب (التحبير لإيضاح معاني التيسير 3/ 116): (وفي “سنن أبي داود”: قال أبو داود: قال أبو عبيد: كان حرّم اللحم على نفسه، فسمي آبي اللحم. وقيل: آبه اللحم أو آبة اللحم، وقيل: آبي اللحم).
- أبو عبد الله المرزباني: سماه عبد الله بن عبد الملك، كان شريفا شاعرا أدرك الجاهلية
- ابن حجر العسقلاني: صحابي استشهد يوم حنين، وكان شريفا شاعرا
- ابن عبد البر الأندلسي: من قدماء الصحابة وكبارهم
- الذهبي: له صحبة
- الهيثم بن عدي ط: سماه خلف بن عبد الملك
- هشام بن السائب الكلبي: سماه خلف بن عبد الملك[4]